# Ascensor Lecheros

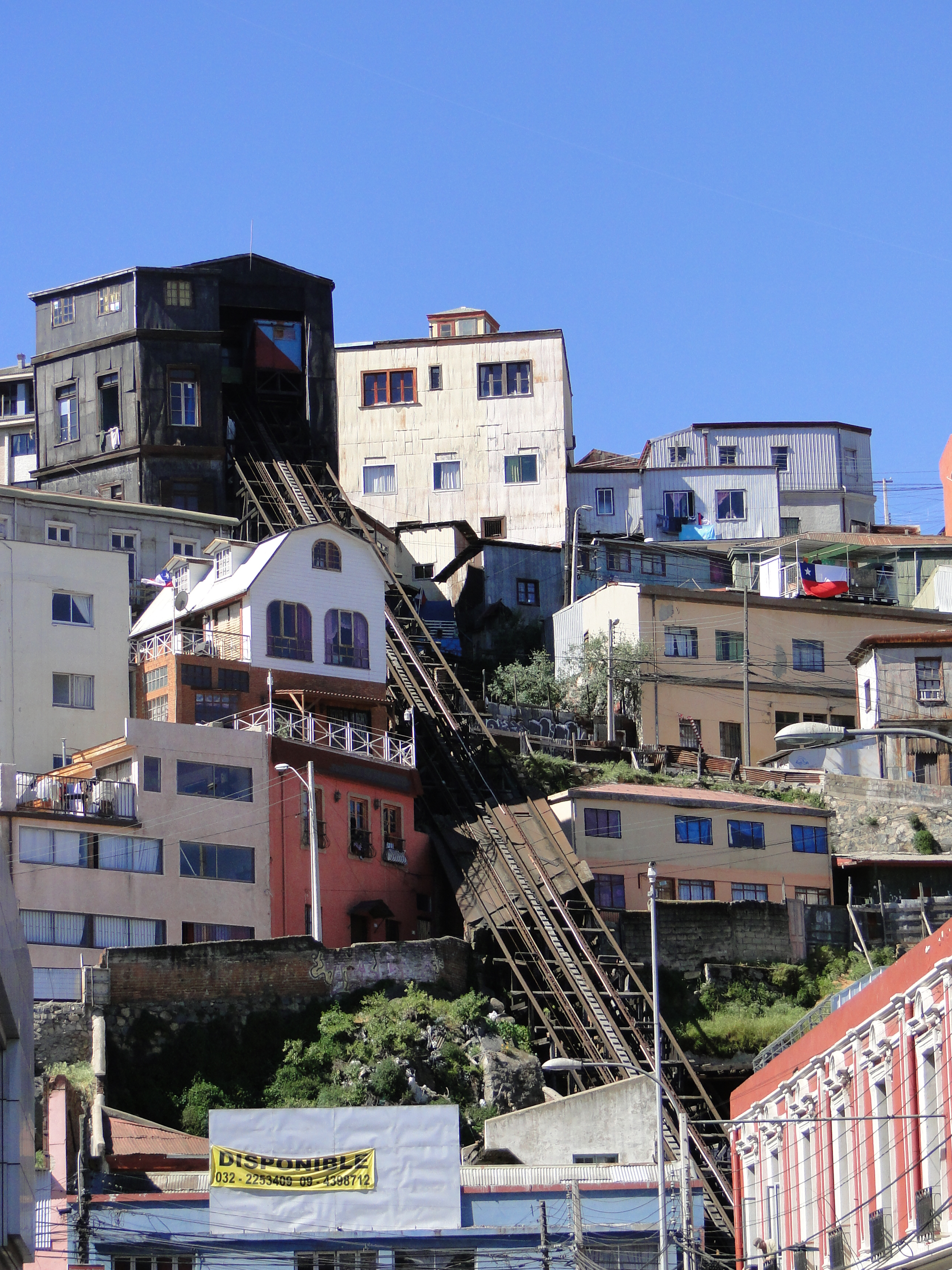
Estación superior del ascensor

El ascensor Lecheros es uno de los 16 ascensores que existen en la ciudad de Valparaíso, Chile. Su construcción comenzó en 1906 y fue inaugurado en 1908. Fue declarado Monumento Nacional de Chile, en la categoría de Monumento Histórico, mediante el Decreto Exento n.º 866, del 1 de septiembre de 1998.

## Historia
La construcción del monumento comenzó en 1906 y fue inaugurado en 1908. En 1985, Justo Maturana pasó a ser el dueño del ascensor al adquirir los derechos hereditarios de la propiedad. En 2007, un incendio consumió parte de la infraestructura del funicular, dejándolo inactivo. Las pérdidas materiales se estimaron en cincuenta millones de pesos. El 5 de octubre de 2012 la municipalidad de Valparaíso compró el elevador con el fin restaurarlo. El municipio estimó que el monumento volverá a funcionar para el 2014.

## Descripción
Comunica el sector oriente del plan de Valparaíso con el cerro Lecheros. Su estación inferior se ubica en la calle Eusebio Lillo y su estación superior da lugar a un paseo peatonal que comunica con la calle Lecheros. El ascensor está construido de madera cubierta con calamina. Los rieles están apoyados en el mismo cerro, afianzados por durmientes. Los mecanismos de elevación incluyeron balanzas de agua, motor a vapor y motor eléctrico.
El largo del recorrido vertical es de 98 metros y alcanza una altura de 58 metros, con una pendiente de 35 grados. El terreno ocupado por la pendiente es de 480 m², mientras que en el terreno plano es de 150 m². El área de la estación superior es de 500 m².